# Брно-Нижний
Брно-Нижний (чеш. Brno dolní nádraží) — железнодорожная станция в Брно, в районе Трнита по адресу улица Росицка 505/1a.
Находится на двухпутной электрифицированной линии Брно-Горни Гершпице — Брно-Маломержице длиной 2,42 км. Станция имеет восемь транзитных путей (соединительные пути № 22 и 22а считаются отдельными транзитными путями) и двенадцать маневровых путей. От станции отходят три подъездных пути, включая подъездной путь к Брненскому выставочному центру.

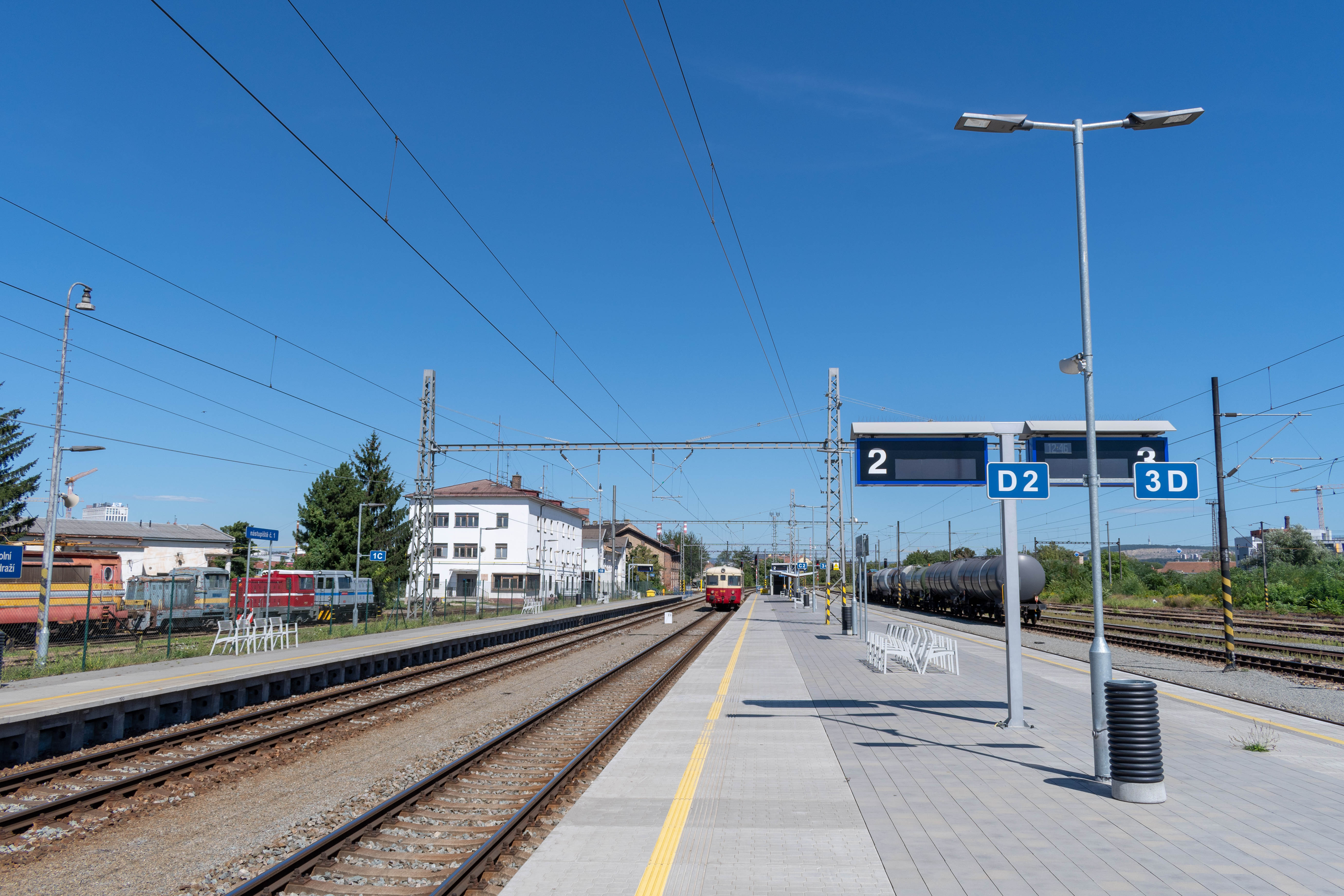
Островная пассажирская платформа в 2020 г.

Станция функционирует с 1856 года. С 1870 года использовалась исключительно для грузовых перевозок. Однако после 2010 года во время реконструкции станции Брно-Главный и прилегающих к ней линий станция Брно-Нижний несколько раз использовалась для приема пассажирских поездов, которые перенаправлялись сюда из-за длительного закрытия движения по станции Брно-Главный. Для этой цели на станции были построена временная пассажирская боковая платформа.
С весны 2018 года произошла дальнейшая модернизация станции Брно-Нижний. Была добавлена новая островная платформа, к которой Управление железных дорог Чешской республики построило подземный переход. Также был создан временный зал ожидания с билетной кассой. С тех пор станция Брно-Нижний служит резервной станцией для пассажирских поездов на случай возникновения проблем на Главном вокзале.
Именно на место станции Брно-Нижний планируется перенести станцию Брно-Главный и, соответственно, сделать Брно-Нижний главным железнодорожным вокзалом города Брно. Однако идея эта встретила неприятие большинства жителей Брно, главным образом из-за удаленности станции от центра города и отсутствием удобного городского транспорта в районе станции, ранее предназначенной исключительно для грузовой работы. На референдумах 2004 и 2016 гг. подавляющее большинство проголосовавших (85 и 80 процентов соответственно) высказались против переноса главной станции Брно на место станции Брно-Нижний. Однако оба референдума были признаны несостоявшимися из-за недостаточной явки избирателей, поэтому вопрос о переносе станции Брно-Главный остается открытым.